# TuS Koblenz
TuS Koblenz este un club de fotbal din Koblenz, Germania care evoluează în 2. Bundesliga.

## Lotul de jucători
| Nr. |                            | Poziție | Jucător                                      |
| --- | -------------------------- | ------- | -------------------------------------------- |
| 1   | Statele Unite ale Americii | P       | David Yelldell                               |
| 2   | Germania                   | F       | Martin Forkel                                |
| 3   | Germania                   | F       | Frank Wiblishauser                           |
| 4   | Slovenia                   | F       | Matej Mavrič                                 |
| 6   | Germania                   | M       | Manuel Hartmann                              |
| 7   | Germania                   | A       | Johannes Rahn                                |
| 8   | Germania                   | M       | Tom Geißler                                  |
| 9   | Finlanda                   | A       | Njazi Kuqi                                   |
| 10  | Germania                   | M       | Emmanuel Krontiris                           |
| 11  | Ungaria                    | M       | Zoltán Stieber                               |
| 12  | Germania                   | F       | Benjamin Lense                               |
| 13  | Germania                   | F       | Philipp Langen (on loan from Greuther Fürth) |
| 14  | Germania                   | F       | Rico Morack                                  |
| 15  | Camerun                    | F       | Dominique Ndjeng                             |
| 16  | Brazilia                   | M       | Everson                                      |

| Nr. |                       | Poziție | Jucător                                        |
| --- | --------------------- | ------- | ---------------------------------------------- |
| 17  | Germania              | M       | Christian Müller                               |
| 18  | Germania              | M       | Lars Bender                                    |
| 19  | Germania              | A       | Lucas Musculus                                 |
| 20  | Brazilia              | M       | Melinho (on loan from Sigma Olomouc)           |
| 21  | Albania               | A       | Aljmir Murati (on loan from La Chaux-de-Fonds) |
| 22  | Germania              | M       | Michael Stahl                                  |
| 23  | Germania              | M       | Johannes Göderz                                |
| 24  | Germania              | F       | Oliver Laux                                    |
| 25  | Albania               | M       | Renaldo Rama                                   |
| 27  | Kosovo                | M       | Shqipran Skeraj                                |
| 28  | Albania               | M       | Ervin Skela                                    |
| 30  | Germania              | P       | Marcus Rickert                                 |
| 32  | Finlanda              | A       | Shefki Kuqi                                    |
| 39  | Bosnia și Herțegovina | M       | Darko Maletić                                  |
| 40  | Germania              | M       | Patrick Schmidt                                |

## Jucători faimoși
- Karl Adam
- Anel Džaka
- Josef Gauchel
- Shefki Kuqi
- Jakob Miltz

## Antrenori faimoși
- Colin Bell (1989-1996)
- Jürgen Roth-Lebenstedt (1998-2002)
- Milan Šašić (2002-2007)
- Uwe Rapolder (2007-present)